# A28 (motorväg, Belgien)

A28 (Belgien)

A28 är en motorväg i Belgien som går mellan Aubange och Athus.